# 亨格福特鎮足球會
亨格福特鎮足球會（Hungerford Town F.C.）是一支位於英格蘭亨格福德的職業足球會，目前於英格蘭足球南部聯賽超聯組南角逐。

## 外部連結
- Club website （页面存档备份，存于）